# Rock and Roll Is Dead
«Rock and Roll Is Dead» es un sencillo del artista estadounidense Lenny Kravitz. La canción fue lanzada en 1995 y forma parte del álbum Circus.
Kravitz fue nominado para un premio Grammy en la categoría de mejor interpretación vocal de rock masculina en 1996.

## Posicionamiento
| Lista              | Posición |
| ------------------ | -------- |
| Mainstream Rock    | 4        |
| Modern Rock Tracks | 10       |
| Billboard Hot 100  | 75       |
| Suiza              | 24       |
| Países Bajos       | 40       |
| Finlandia          | 10       |
| Australia          | 26       |
| Nueva Zelanda      | 8        |
| Islandia           | 8        |
| España             | 5        |
| Reino Unido        | 22       |